# Metavermilia inflata
Metavermilia inflata är en ringmaskart som beskrevs av Imajima 1977. Metavermilia inflata ingår i släktet Metavermilia och familjen Serpulidae. Inga underarter finns listade i Catalogue of Life.